# Dwór w Bączalu
Dwór w Bączalu Dolnym – nieistniejący już dwór szlachecki, znajdujący się do 1846 roku we wsi Bączal Dolny. Wybudowany został na przełomie XVII i XVIII wieku, a zburzony podczas rzezi galicyjskiej przez mieszkańców wsi, którym przewodzili dwaj chłopi – Borsuk i Harc z Opacia.

## Opis dworu

### Z zewnątrz
Budowla była drewniana, parterowa z gankiem, opartym na filarach oraz z tzw. dwiema jaskółkami, otoczona starodrzewem oraz ogrodzona płotem. Około kilometra od dworu zlokalizowane były stajnie oraz zabudowania gospodarcze dworu.

### Wnętrze
W salonie znajdowały się portrety wcześniejszych dziedziców dworu: rodów Miazgów i Choynowskich, trofea myśliwskie i dwa arrasy na ścianach.

## Rzeź galicyjska
Podczas rzezi galicyjskiej 22 lutego 1846 roku dwór został splądrowany, a w konsekwencji czego zburzony. Miejscowi chłopi obrabowali szlachtę, mieszkająca w dworze. Z napadu ocalał tylko syn ówczesnego właściciela Józefa Miazgi – Marcel, który wkrótce popadł w depresję i popełnił samobójstwo. Incydent ten jest opisany przez ks. Stefana Dębińskiego w książce „Rok 1846 – kronika dworów szlacheckich”.